# 2022년 키르기스스탄-타지키스탄 국경분쟁
2022년 키르기스스탄-타지키스탄 국경분쟁은 2022년 9월 16일에 키르기스스탄과 타지키스탄의 접경지역에서 양측 국경수비대 간 발생한 무력충돌이다.